# Rubus occidentalis

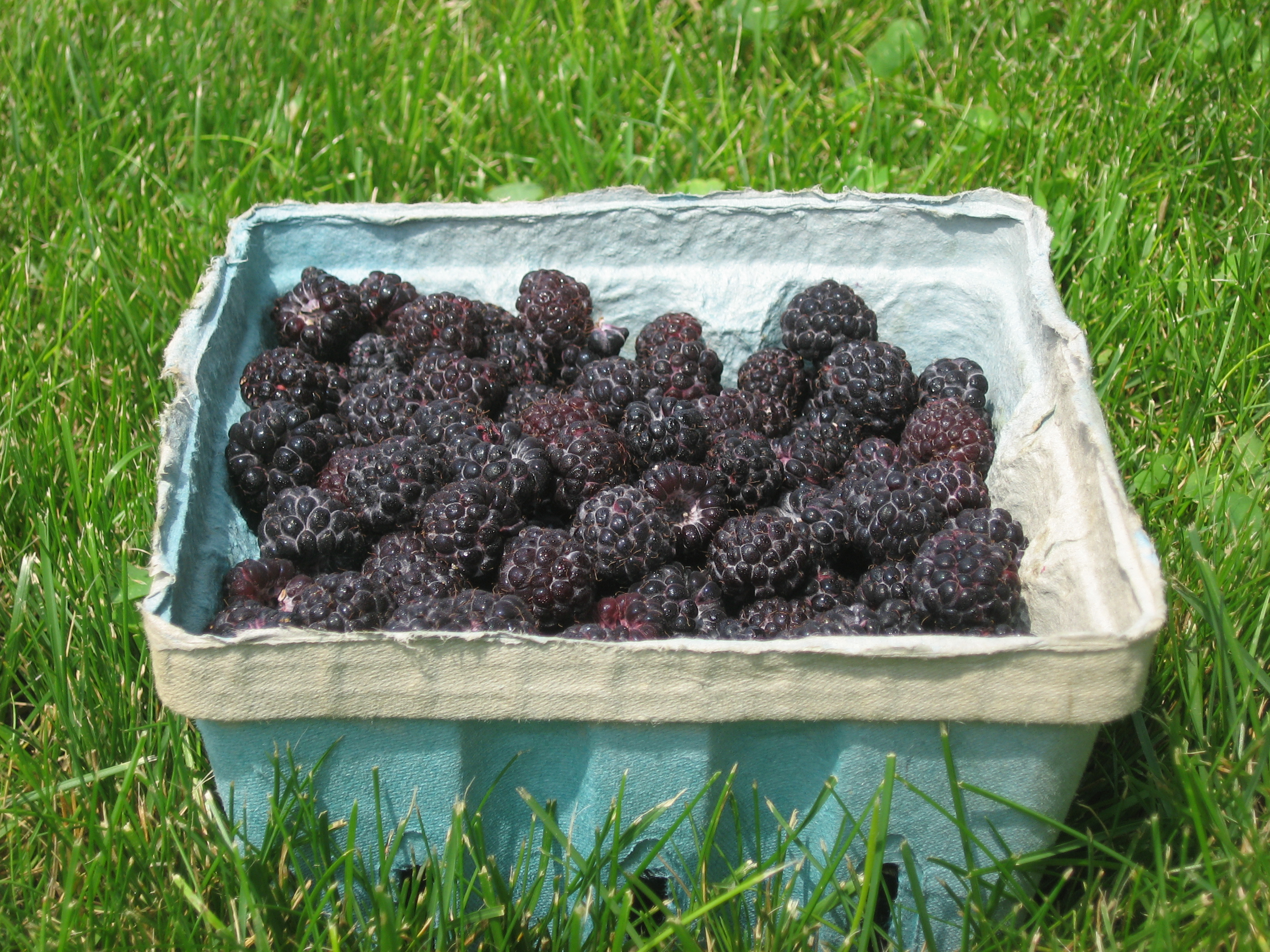
Frambuesas negras en una cesta

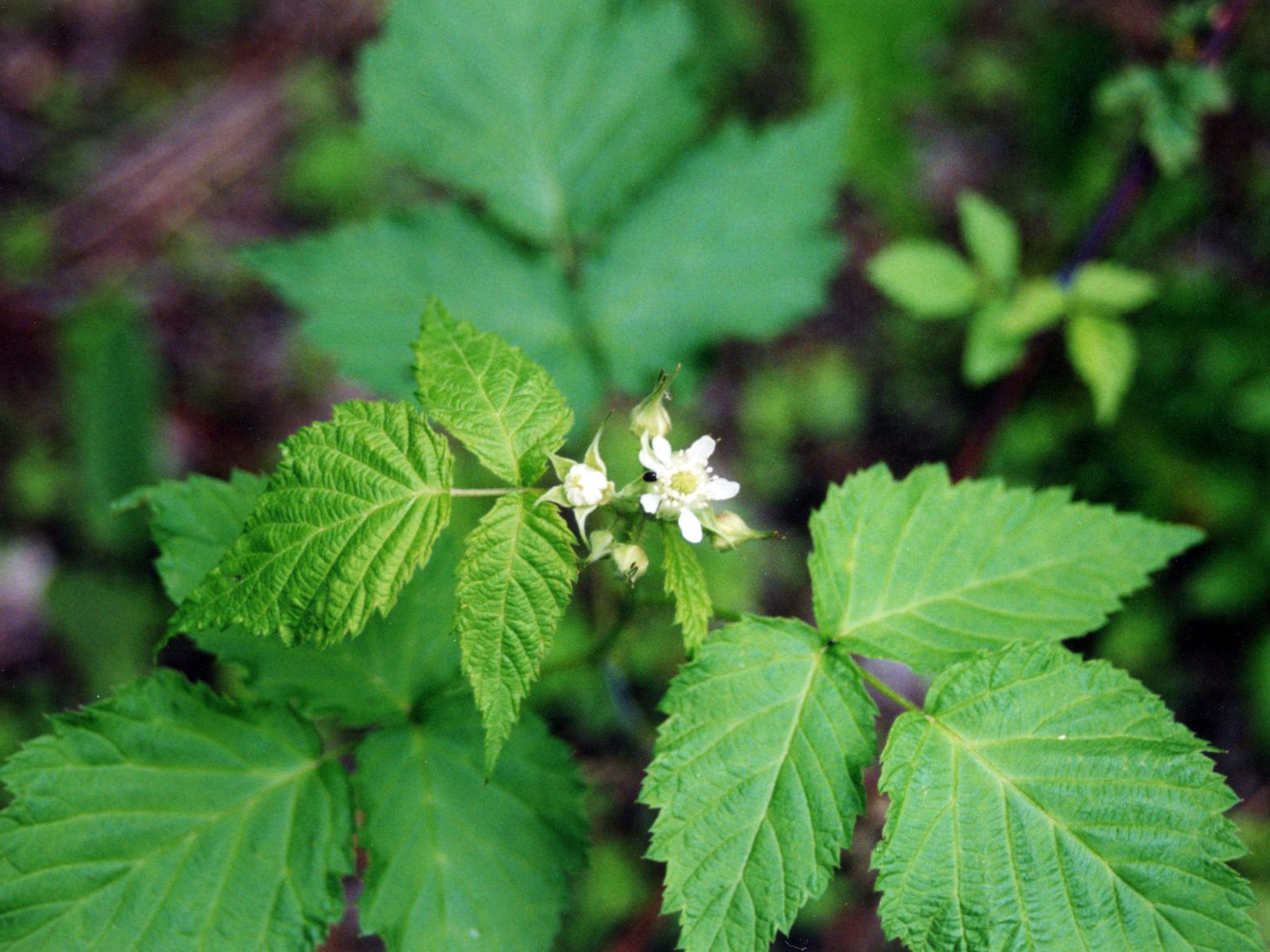
Vista de la planta

Rubus occidentalis, la frambuesa negra, es una especie de Rubus nativa del este de Norteamérica. El nombre común frambuesa negra es compartido con la cercana Rubus leucodermis del oeste de América del Norte.

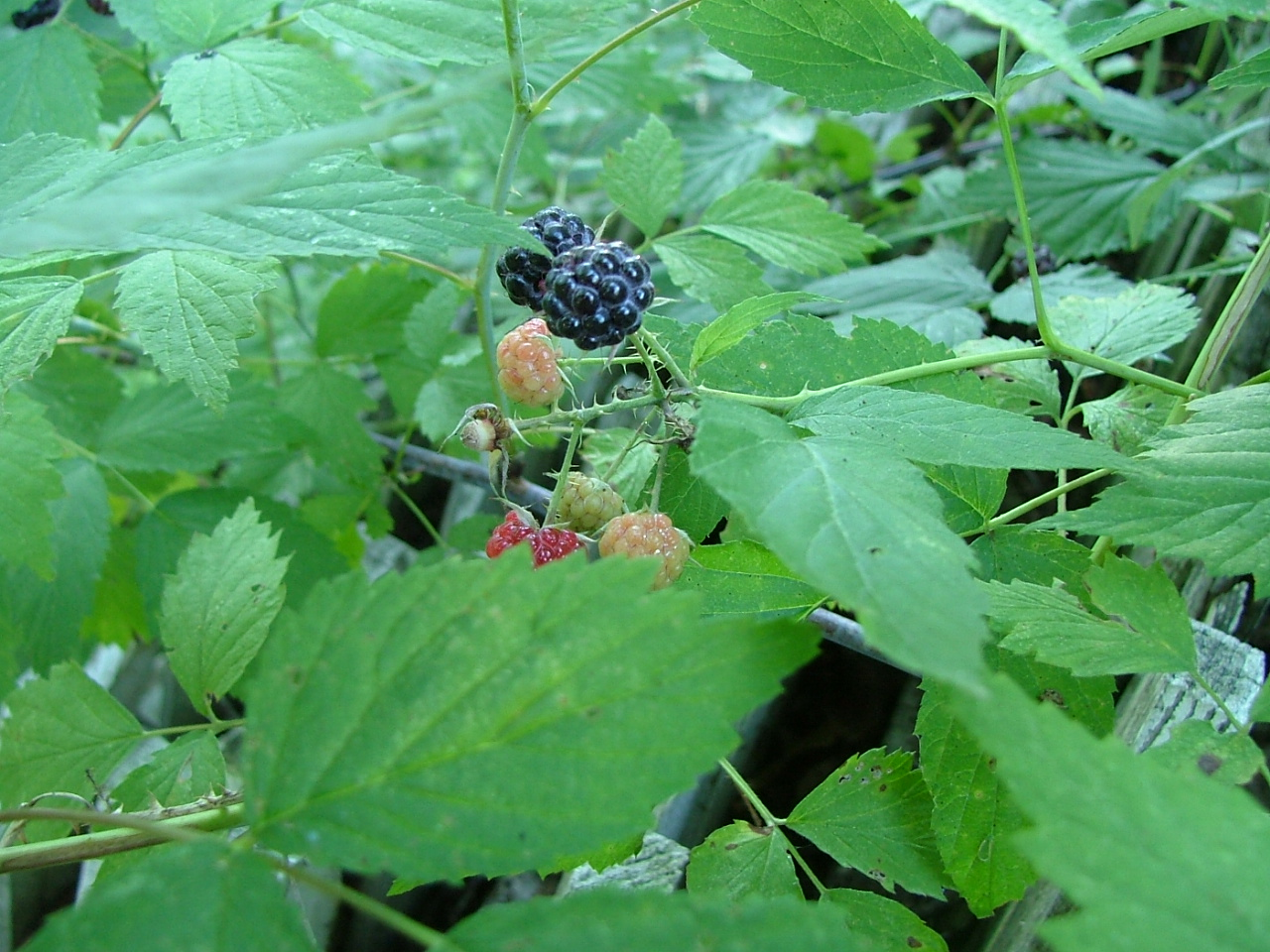
Planta con frutos maduros e inmaduros

## Descripción
Rubus occidentalis un arbusto que alcanza una altura de entre 2–3 m.
Está estrechamente emparentada con la frambuesa roja originaria de Europa (Rubus idaeus), mostrando el distintivo anverso blanco de las hojas. La fruta es similar a la Zarzamora, pero solo en apariencia, ya que el sabor es más parecido al de la frambuesa; por lo que en algunos lugares es confundida con la zarzamora.

## Taxonomía
Rubus occidentalis fue descrita por Carlos Linneo y publicado en Species Plantarum 1: 493. 1753.
Etimología
Ver: Rubus
occidentalis: epíteto latíno que significa "del oeste"
Variedades
- Rubus occidentalis var. leucodermis (Douglas ex Torr. & A. Gray) Focke
- Rubus occidentalis f. pallidus (L.H.Bailey) Rehder

Sinonimia
- Melanobatus michiganus Greene
- Melanobatus occidentalis (L.) Greene
- Rubus idaeus var. americanus Torr.
- Rubus occidentalis subsp. eu-occidentalis Focke
- Rubus occidentalis var. occidentalis
- Rubus occidentalis var. pallidus L.H.Bailey[3]